# Kleioweisiopsis
Kleioweisiopsis là một chi rêu trong họ Orthotrichaceae.